# Такелаж

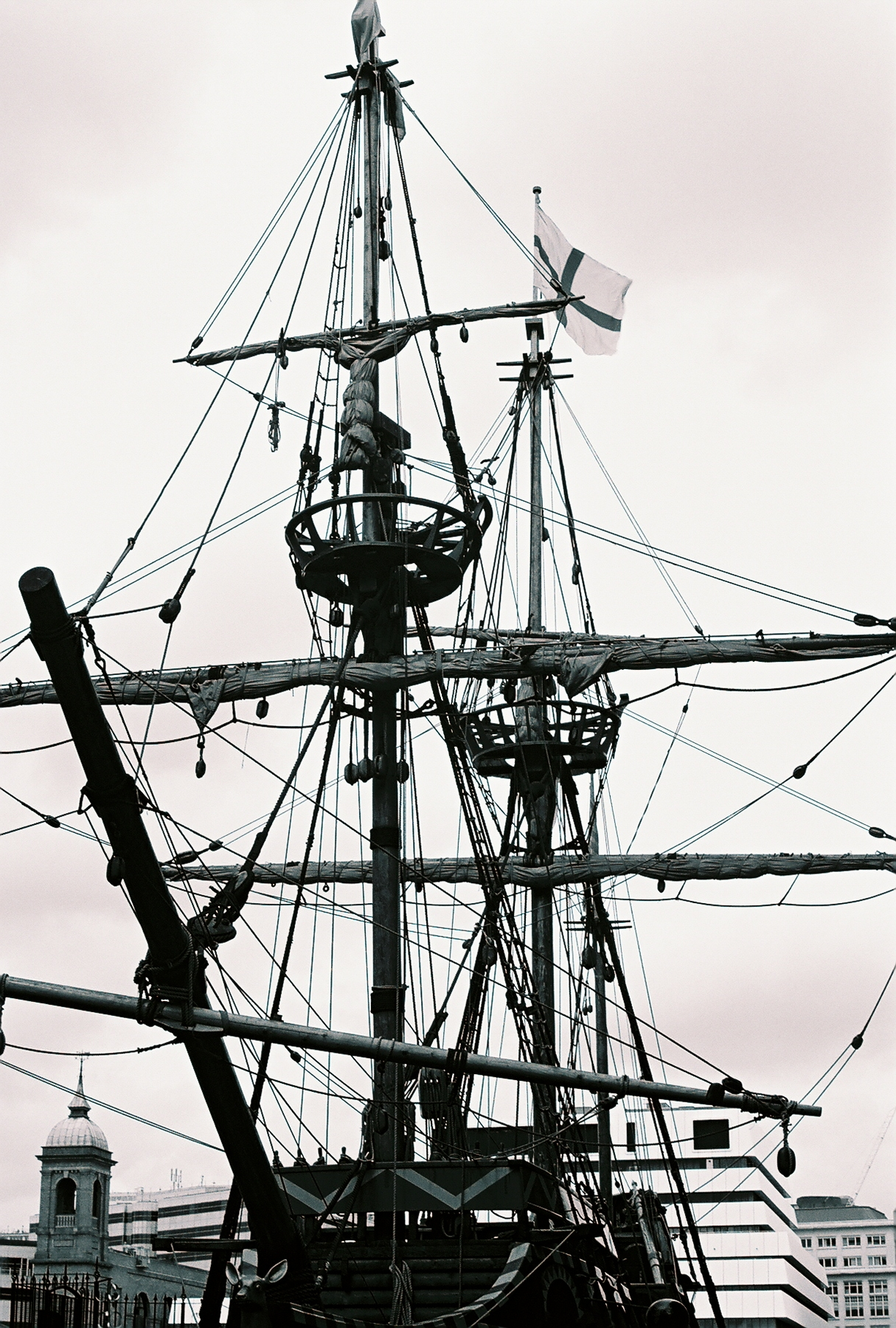
Пряме вітрильне оснащення, Лондон

Такела́ж — загальна назва усіх снастей на судні (тросів, канатів). Розрізняють нерухомий і рухомий такелаж. Зі словом «такелаж» пов'язане таке дієслово, як «такелажити», тобто оснащувати, прив'язувати і просилювати троси.
Нерухомий такелаж служить для утримування на місці рангоутних частин.
Рухомий такелаж служить для утримування інших, нерангоутних, снастей, для підіймання і прибирання вітрил, керування ними тощо. Для рухомого такелажу, майже виключно, використовують прядивні троси, природного чи синтетичного походження.
Такелажними роботами називаються роботи з оброблення такелажу, встановлення частин рангоуту на місце, оснащення його, а також, всі роботи з тросами, канатами і линвами, напр. виготовлення матів (прядив'яних килимів), сіток, зрощування кінців тросів, їх ремонт тощо. Вони проводяться в такелажній — майстерні, розташованій на березі або на кораблі.

## Види снастей

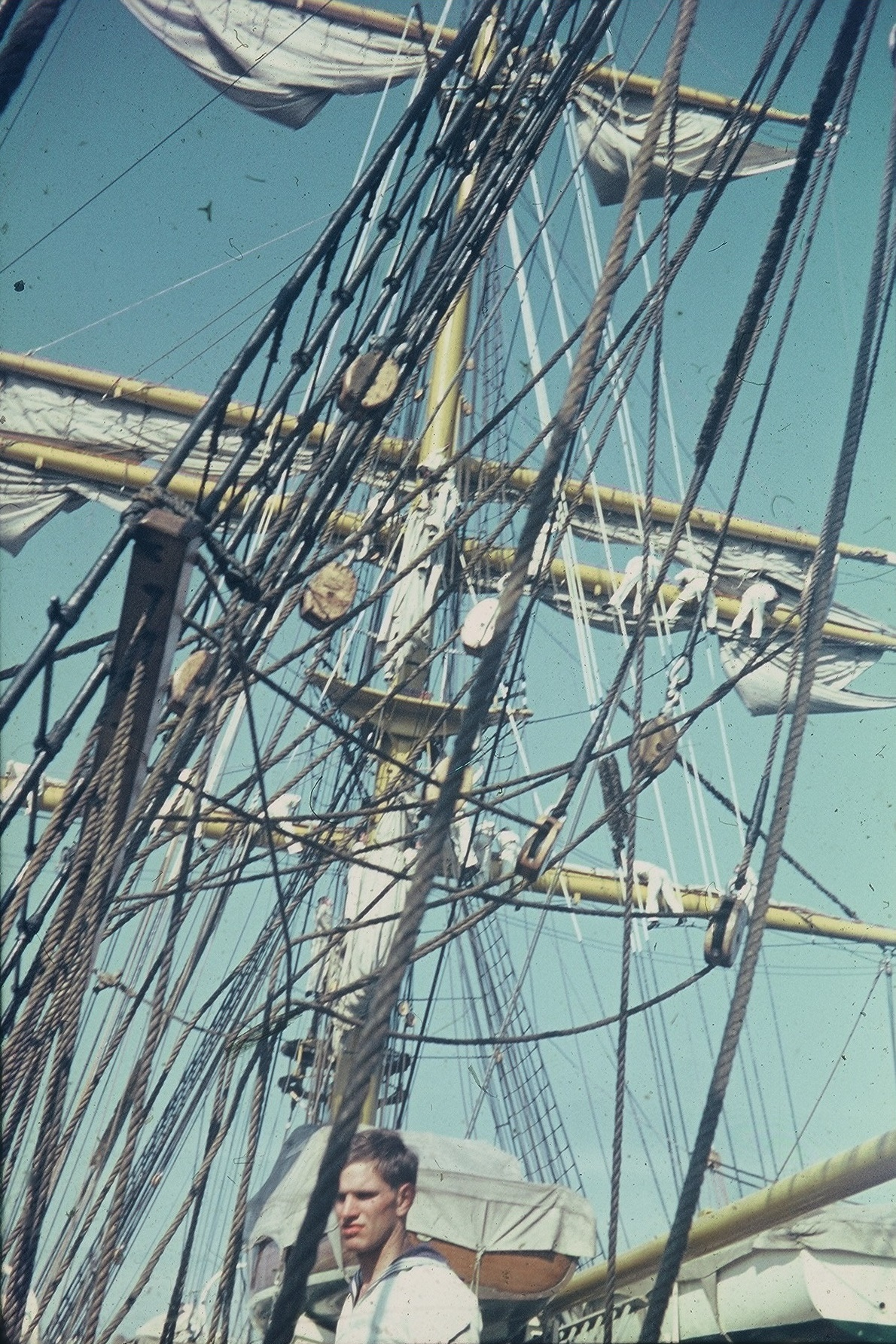
Такелаж барка Горх Фок II

### Рухомий такелаж
- Брас — линва для повертання реї у горизонтальній площині.
- Топенант — линва для закріплення реї під кутом до горизонтальної площини.
- Фал — линва для підіймання вітрил. Зазвичай пропускається через блок на топі щогли або на іншій частині рангоуту.
- Шкот — линва для керування вітрилами, що одним кінцем кріпиться до нижнього (шкотового) кута вітрила. Інший кінець линви вибирається у напрямку корми лебідкою або руками і закріплюється надійно вузлом на «качці» чи іншим подібним чином

### Нерухомий такелаж
- Ахтерштаг — задній трос для утримання щогли вертикально у діаметральній площині. Кріпиться одним кінцем до верхньої частини щогли, а другим кінцем — до корми судна.
- Бакштаг — троси для утримання з боків і з корми. Кріпляться одним кінцем до верхньої частини щогли, а другим кінцем — до корми судна.
- Ванти — бічні троси для утримання щогли у вертикальному положенні. Кріпляться одним кінцем до верхньої частини щогли, а другим кінцем — до бортів судна.
- Лейзі-джек[en] — система тросів для зручного прибирання грота (головного вітрила).
- Форштаг — передній трос для утримання щогли вертикально у діаметральній площині. Кріпиться одним кінцем до верхньої частини щогли, а другим кінцем — до носа судна.
- Штаги — троси для утримання щогли вертикально у діаметральній площині.

Для нього використовують:
- на великих суднах — переважно сталеві та залізні троси, зовні оцинковані — якнайміцніші, такі, що довго служать;
- на малих суднах — все ще трапляються просмолені прядив'яні троси з природних матеріалів, але частіше — синтетичні або сталеві троси.

Для деяких частин нерухомого такелажу використовують ланцюги (напр. ланцюговий борг, на якому висить нижня рея) — з короткими ланками без розпірок, для більшої їх гнучкості.

## Інші значення
Слово «такелаж» використовується не тільки як морський термін, але й для позначення тросових пристроїв в інших галузях:
- Такелаж — механізми й пристрої з тросами й ланцюгами, якими підіймають великі вантажі (наприклад, у підйомного крана)[3].
- Підвісний такелаж — система тросів, що кріпить оболонку аеростата (корпус дирижабля) до гондоли.
- Прив'язний такелаж — троси, що з'єднують прив'язний аеростат з лебідкою.